# Leptodontium fuhrmannii
Leptodontium fuhrmannii är en bladmossart som beskrevs av Brotherus och Irmscher 1914. Leptodontium fuhrmannii ingår i släktet groddmossor, och familjen Pottiaceae. Inga underarter finns listade i Catalogue of Life.